# Juan Guamán
Juan Helio Guamán (27 giugno 1965) è un ex calciatore ecuadoriano, di ruolo difensore.
Bandiera dell'LDU Quito, giocò con gli Albos tra il 1986 e il 2000.

## Palmarès

### Club

#### Competizioni nazionali
- Campionato ecuadoriano: 3

LDU Quito: 1990, 1998, 1999